# Odo iz Clunya
Sv. Odo iz Clunyja, tudi Odo Klinijski, francoski pesnik, glasbenik, svetnik rimskokatoliške cerkve in pisec, * okrog 878, Le Mans, † 18. november 942, Cluny.
Bil je sin fevdnega gospoda blizu kraja Le Mans in svojo prvo izobrazbo prejel na dvoru Viljema I. Akvitanijskega. Nato je študiral v Parizu pri Remigiju iz Auxerreja. Menih in vodja opatijske šole v kraju Baume je postal leta 909. Opat tega samostana, Bernon (Bern ali Berno), je bil ustanovitelj opatije v kraju Cluny (910) in po njegovi smrti (927) ga je Odo nasledil kot drugi opat te ustanove. Tu je bival do smrti.
Odo je s pooblastilom papeža Janeza XI. leta 931 izvedel reformo samostanskega sistema v Akvitaniji, severni Franciji in v Italiji.
Med leti 936 in 942 je večkrat obiskal Italijo in v Rimu ustanovil samostan. Med njegova dela sodijo: življenjepis sv. Geralda iz Aurillaca, tri knjige moralnih esejev, imenovanih Collationes, epsko pesnitev o Odrešitvi (Occupatio), 12 koralnih antifon v čast sv. Martina iz Toursa.
Njegov praznik je 18. novembra.